# 心統性情
心統性情，宋明理學思想之一，由張載提出，並由朱熹發展起來。

## 源流
孟子先提出「盡其心者，知其性也。知其性，則知天矣」和「乃若其情，可以為善矣」，闡釋了「心」、「性」、「情」的關聯，認為透過修養心性，可以使情感向善。然而，「心統性情」作為一個具體的理論概念，則是後來由宋明理學家如張載和朱熹所提出的。

## 宋明理學
到了宋明理學，張載則提出了「性者理也，性是体，情是用，性情皆出于心，故心能统之。」此時，心統性情與性即理一起提出。張載認為，性是體，情是用，並由心統之。而朱熹則順著此理路再行發揮，提出了「已發未發」之區別。認為性是未發，情則已發。而「未發」則為心之體，「已發」則為情之用。並以仁義禮智為性，喜怒哀樂為情。若情順著本心良心，則為四善端；若逆著則為耳目之欲。